# Джургенс, Кэм
Кэмерон Джургенс (англ. Cameron Jurgens; 21 августа 1999, Биатрис, Небраска) — профессиональный американский футболист, выступающий на позиции центра в клубе НФЛ «Филадельфия Иглз». На студенческом уровне играл за команду университета Небраски. На драфте НФЛ 2022 года был выбран во втором раунде.

## Биография
Кэмерон Джургенс родился 21 августа 1999 года в Биатрисе в штате Небраска. Там же окончил старшую школу, в составе её футбольной команды играл линейным нападения и защиты, тайт-эндом, лайнбекером и пантером. Играл в баскетбол, занимался толканием диска и метанием ярда, побеждал в чемпионате штата по лёгкой атлетике. В 2017 году издание Lincoln Journal Star признало его лучшим спортсменом Небраски.

### Любительская карьера
После окончания школы в 2018 году Джургенс получил спортивную стипендию в университете Небраски в Линкольне. В составе его футбольной команды он дебютировал на позиции тайт-энда, в первом же матче получил серьёзную травму и выбыл из строя на весь сезон. Перед началом сезона 2019 года он сменил позицию и стал основным центром «Корнхаскерс». В стартовом составе он провёл восемнадцать матчей подряд за три года. В 2021 год Джургенс был признан лучшим линейным нападения в составе команды. Он претендовал на Трофей Римингтона лучшему центру студенческого футбола, был включён в состав третьей сборной звёзд конференции по итогам опроса тренеров. Весной 2022 года он окончил университет, получив степень бакалавра в области питания и здравоохранения.

### Профессиональная карьера
Перед драфтом НФЛ 2022 года аналитик издания Bleacher Report Брэндон Торн сильными сторонами игрока называл уровень атлетизма, быстроту, физическую силу, готовность бороться до конца каждого эпизода. К минусам Джургенса относили недостаточный по стандартам НФЛ вес, технические ошибки в работе рук и агрессивный стиль игры, приводящий к позиционными ошибкам. Ему прогнозировался выбор в третьем раунде драфта и возможность в будущем вырасти в центра стартового состава клуба НФЛ.
На драфте Джургенс был выбран «Филадельфией» во втором раунде под общим 51 номером. В июле 2022 года он подписал с клубом четырёхлетний контракт на сумму 6,9 млн долларов. Дебютный сезон в лиге он провёл в статусе дублёра ветерана Джейсона Келси, приняв участие во всех семнадцати играх регулярного чемпионата, но проведя в нападении лишь 35 розыгрышей. В двух матчах плей-офф Джургенс сыграл ещё девять снэпов. После того, как Келси принял решение продолжить карьеру, Джургенса перевели на позицию правого гарда. В сезоне 2023 года он сыграл в стартовом составе «Филадельфии» в одиннадцати матчах. Часть игр регулярного чемпионата он пропустил из-за травмы ноги.